# Болсуновский, Андрей Леонтьевич
Андрей Леонтьевич Болсуновский (род. 17 февраля 1964, Красноярск) — советский и российский хоккеист, вратарь. Мастер спорта России международного класса. Российский тренер.

## Биография
С шести до семи лет занимался фигурным катанием, затем записался в хоккейную секцию красноярского «Сокола», играл с ребятами на два — три года старше. Серебряный призёр молодёжного чемпионата СССР 1982/83, был признан лучшим молодым вратарём СССР. В том же сезоне провёл один матч за «Сокол» во второй лиге. С ноября 1983 года играл за СКА МВО Калинин, с которым в следующем сезоне вышел в первую лигу. В 1985 году вернулся в «Сокол». В 1987 году Виктором Семыкиным был приглашён в воронежский «Буран». В 1990 году по приглашению Семыкина перешёл в тольяттинскую «Ладу», по итогам сезона 1990/91 вышел с командой в высшую лигу.
В составе «Лады» завоевал «серебро» Кубка Европы-1994 и Кубка Шпенглера-1995, Кубок МХЛ-1994. Двукратный чемпион России и МХЛ (1994, 1996), двукратный обладатель серебряных медалей чемпионата России и МХЛ (1993, 1995). Лучший в России по показателю коэффициента надёжности (1994), второй по надёжности после Евгения Набокова (1995).
Обладатель серебряных медалей хоккейного турнира Универсиады-1991.
В августе 1996 года после конфликта с главным тренером Геннадием Цыгуровым покинул «Ладу». У Болсуновского было два приглашения от других команд, но если бы он их принял, то не получил бы квартиру в Тольятти, которую выдали после вмешательства бывшего директора по безопасности и правопорядку ОАО «АВТОВАЗ» Владимира Нестерова.
Играл на первенство Тольятти. Весной 1997 года по приглашению Семыкина перешёл в клуб высшей лиги «Липецк». В сезонах 1998/99 — 1999/2000 играл за клуб в Суперлиге, после чего завершил карьеру.
Окончил Красноярский техникум физической культуры и Воронежский филиал Московского областного государственного института физической культуры.
Тренер в «Ладе-2» (2000/01 — 2002/03, 2004/05, 2005/06). Тренер вратарей в «Ладе» (2003/04 — 2004/05, 2006/07 — 2008/09, 2012/13 — 2013/14), «Сарыарке» (Казахстан, 2010/11), «Соколе» Красноярск (2015/16 — 2017/18), «Металлурге» Магнитогорск (2018/19 — 2019/20), «Буране» (2020/21, 2022/23), «ЭкоНиве-Бобров» (НМХЛ, 2021/22).
Среди воспитанников — Василий Кошечкин, Алексей Белов, Илья Брызгалов.
Сын Павел (род. 1997) играл на позиции вратаря в низших лигах России, тренер вратарей. Сын Максим (род. 2002) — хоккейный нападающий.